# زلزال لاجونا سالادا 1892
زلزال لاجونا سالادا 1892 هو زلزالٌ وقعَ في كاليفورنيا في الولايات المتحدة بتاريخ 24 فبراير 1892.